# Flutkatastrophe in Texas im Juli 2025
Die Flutkatastrophe im Texas Hill Country, die sich ab dem 4. Juli 2025 ereignete, war ein verheerendes Hochwasserereignis im US-Bundesstaat Texas, das auf einen rasanten Anstieg des Wasserstandes des Guadalupe River und seiner Quellflüsse infolge heftiger Regenfälle zurückzuführen war und binnen kürzester Zeit massive Sturzfluten und Überschwemmungen auslöste. Dabei kamen mindestens 135 Menschen (Stand 19. Juli) in 6 Counties ums Leben, darunter viele Kinder. Es waren die Überschwemmungen mit den meisten Todesopfern seit der Big Thompson Canyon Flut von 1976 im Binnenland der Vereinigten Staaten. Weitere 166 Menschen gelten mit Stand 13. Juli noch als vermisst.

## Meteorologie

### Entstehung
Ursache war unter anderem der ehemalige tropische Wirbelsturm Barry. Dessen verbliebene Zirkulation samt Restfeuchtigkeit wurde in ein Trogsystem eingebettet, das zusätzlich feuchtwarme Luft aus dem Ostpazifik enthielt, wodurch eine verstärkte Gewitterbildung begünstigt wurde. Unter Intensivierung nahm das System Kurs auf Texas und entwickelte sich rasch zu einem sogenannten mesoskaligen konvektiven Komplex (MCC), einem Komplex aus mehreren Gewitterzellen, der schließlich über dem zentralen Texas verharrte und dort zu ergiebigen Starkregenfällen führte.
Der Tropensturm Barry bildete sich Ende Juni über dem Golf von Mexiko und war zuvor für schwere Überschwemmungen im Südosten Mexikos verantwortlich.

### Niederschlag
Im besonders stark betroffenen Kerr County, wo mit Abstand die meisten Todesopfer zu beklagen sind, fielen innerhalb kürzester Zeit 130 bis 280 mm, punktuell sogar bis zu 500 mm Niederschlag, was einem Vielfachen der durchschnittlichen Monatsmenge entspricht.

## Pegel
Infolge der intensiven Niederschläge verwandelten sich zuvor unscheinbare Gewässer rasch in reißende Ströme, woraufhin mehrere Pegel Rekordhöchststände verzeichneten. So stieg u. a. der bei Hunt gelegene Pegel des Guadalupe River innerhalb von nur 45 Minuten um etwa 8 m auf rund 9 m – woraufhin das Messgerät ausfiel. Ein provisorisch installierter Pegel maß schließlich eine maximale Höhe von 11,44 m und übertraf damit den Rekordhochwasserstand aus dem Jahr 1932. Die Wassermassen rissen zahlreiche Fahrzeuge und mehrere Häuser mit sich.

## Auswirkungen
Das Kerr County beherbergt mehrere Sommercamps, darunter das sog. „Camp Mystic“, ein Ferienlager für Mädchen, das durch die Flut stark betroffen war und zu einem Schauplatz der Tragödie und Zerstörung wurde, da sich zum Zeitpunkt der Katastrophe rund 750 Mädchen dort aufhielten. Am 7. Juli wurde der Tod von 27 Teilnehmerinnen des Camps bestätigt. Mit Stand 9. Juli gelten fünf weitere Mädchen sowie eine Betreuerin weiterhin als vermisst.
Da der 4. Juli in den USA zudem der Nationalfeiertag (Unabhängigkeitstag) ist, hielten sich besonders viele Camper in der Region auf – viele von ihnen fielen der Flut zum Opfer.

## Opfer
Mit Stand 23. Juli forderte die Katastrophe mindestens 137 Todesopfer, davon 106 allein im Kerr County. Unter den Todesopfern befinden sich mindestens 36 Kinder. Weitere 166 Menschen werden noch vermisst, darunter 161 allein im Kerr County.

## Warnungen
Am 3. Juli gegen 13:00 CDT gab der National Weather Service (dt. Nationale Wetterdienst) eine Hochwasserwarnung für die Region um Kerr County heraus, u. a. vor erwartbaren Niederschlagsmengen von 25 bis 76 mm sowie in Staulagen von 130 bis 180 mm. Gegen 18:00 CDT veröffentlichte das Weather Prediction Center (dt. Wettervorhersagezentrum) eine auf meteorologischen Analysen gestützte sog. „Discussion“ zu den bevorstehenden Wetterbedingungen und wandte sich mit eindringlichen Worten wie folgt an die Bevölkerung:
„Über Nacht sei in ganz Zentraltexas mit Sturzfluten zu rechnen, wobei stündliche Regensummen von 51–76 mm plausibel seien, wenngleich sich örtlich eng begrenzt auch akkumulierte Mengen von über 150 mm innerhalb von 6 Stunden nicht ausschließen ließen.“
Auch fand Erwähnung, dass die potentiellen Überschwemmungen „erhebliche Auswirkungen“ haben könnten.
In einer späteren Ausgabe am Morgen des 4. Juli, als die Katastrophe allmählich begann ihren Lauf zu nehmen, formulierte man schließlich in aller Deutlichkeit, dass „weiterhin erhebliche bis katastrophale Auswirkungen von Sturzfluten zu erwarten seien“.
Zeitnahe oder akute Warnungen vor unmittelbar bevorstehender Gefahr wurden meist nicht rechtzeitig ausgesprochen. Vor dem Hintergrund einer diffusen Situation, die sich vor allem zu Beginn bot, bildeten anfängliche Warnungen die örtlichen, realen Umstände bzw. Gegebenheiten nur bedingt ab, weshalb bestimmte Warnungen nicht eindringlich genug formuliert waren und man Appelle wie bspw. „höhere Gebiete aufzusuchen“, wie sie in späteren Warnungen Ausdruck fanden, fälschlicherweise noch nicht für angezeigt ansah. Aufgrund dessen und weil Evakuierungen nicht eingeleitet wurden, wird Kritik am Krisenmanagement geübt.
Da sich die Situation allerdings erst gegen Mitternacht und in den frühen Morgenstunden verschärfte, was u. a. auch der Zeitpunkt der ersten Sturzflutwarnung vom 3. Juli um 23:41 CDT verdeutlicht, gestaltete sich eine rechtzeitige Kenntnisnahme der Warnmeldungen über Endgeräte ohne deutlichen akustischen Alarm eher schwierig.

## Hintergrund
Das Texas Hill Country birgt aufgrund seiner topographischen und geologischen Gegebenheiten wie steile Hügel oder trockene Böden ein erhöhtes Risiko für das Auftreten von Sturzfluten und Überschwemmungen, da Niederschläge meist nur oberflächlich abfließen können und rasch an den dortigen Guadalupe River bzw. seine Nebenflüsse abgegeben werden.
Die Flusstäler des Guadalupe River und seiner Quellflüsse fungieren dennoch für viele Amerikaner als beliebtes Ausflugsziel, da sie eine Reihe von Aktivitäten wie Rafting, Kanufahren oder Fliegenfischen ermöglichen.